# Paul Schubert
Paul Schubert, né le 30 octobre 1963, est un philologue classique et papyrologue suisse.

## Quelques publications
- Les Archives de Marcus Lucretius Diogenes et textes apparentés. Bonn, 1990 (thèse)
- Noms d’agent et invective : entre phénomène linguistique et interprétation du récit dans les poèmes homériques. Göttingen, 2000
- Vivre en Égypte gréco-romaine. Une sélection de papyrus. Éditions de L'Aire, Vevey, 2000.
- (en) A Yale papyrus (P Yale III 137) in the Beinecke Rare Book and Manuscript Library III. Oakville (CT), 2001
- Philadelphie. Un village égyptien en mutation entre le IIe et le IIIe siècle ap. J.-C. Bâle, 2007